# Kartuša (umjetnost)
Kartuša (od franc. cartouche, tal. cartoccio) u umjetnosti je slikani ili reljefni ornament u obliku medaljona uokvirena volutama. Razvio se u doba talijanske renesanse iz srednjovjekovnog oblika štita i pločice za natpise. Primjenjuje se u arhitekturi (posebno baroknoj), grafici (za postavljanje legendi) i umjetničkom obrtu (kao podloga za grbove, ambleme, natpise i sl. ili samo kao ukras).